# Castillo de El Arbaa de Taurt
El Castillo de El Arbaa de Taurt o Kelaat Arba Taourirt, también conocido como Fousina, es un castillo ubicado a 400 metros sobre el nivel del mar cerca del río Nekor en la provincia de Alhucemas, construido por los españoles en los años 1940.

## Historia
El castillo conocido también como el Fuerte Rojo, fue construido en 1941, durante el Protectorado español, y fue diseñado por el coronel e ingeniero español Emilio Blanco Izaga.
Se encuentra situado en un lugar estratégico a 40 km al sur de Alhucemas. Desde lo alto del castillo, se puede observar el punto más lejano de ambas orillas del valle que desemboca en el Golfo de Nekor, en la costa mediterránea.
Su  arquitectura imita el estilo de los almacenes colectivos de grano del sur de Marruecos. Además, presenta características arquitectónicas inspiradas en los castillos y palacios de las montañas del Atlas.
Esta histórica fortaleza, que se extiende sobre una superficie de aproximadamente 900 metros cuadrados, fue antaño una fortaleza feudal y una sede administrativa multiusos, gracias a sus 99 habitaciones.
El castillo se conoce también como “Fousina”, una corrupción de la palabra española “oficina”, ya que los muros del castillo albergaron varias oficinas de servicios durante el protectorado. Entre ellos se encontraban anexos administrativos, una prisión, un juzgado y una clínica, además de almacenes de grano y establos para animales en tiempos de guerra.
El castillo resistió los efectos del paso del tiempo, saqueos y el de un terremoto en 2004, conservando en general su aspecto exterior pero deteriorándose visiblemente.
En 2019 se asignó un presupuesto de casi 12 millones de dírhams a la restauración de este monumento, como parte del programa de desarrollo regional «Alhucemas, Faro del Mediterráneo». Las obras, que concluyeron en 2022, salvaron sus murallas y torres del peligro de derrumbe y abarcaron todas las instalaciones de la fortaleza, incluyendo puertas, ventanas, escaleras, pasadizos, muros, techos y arcos.

## Galería

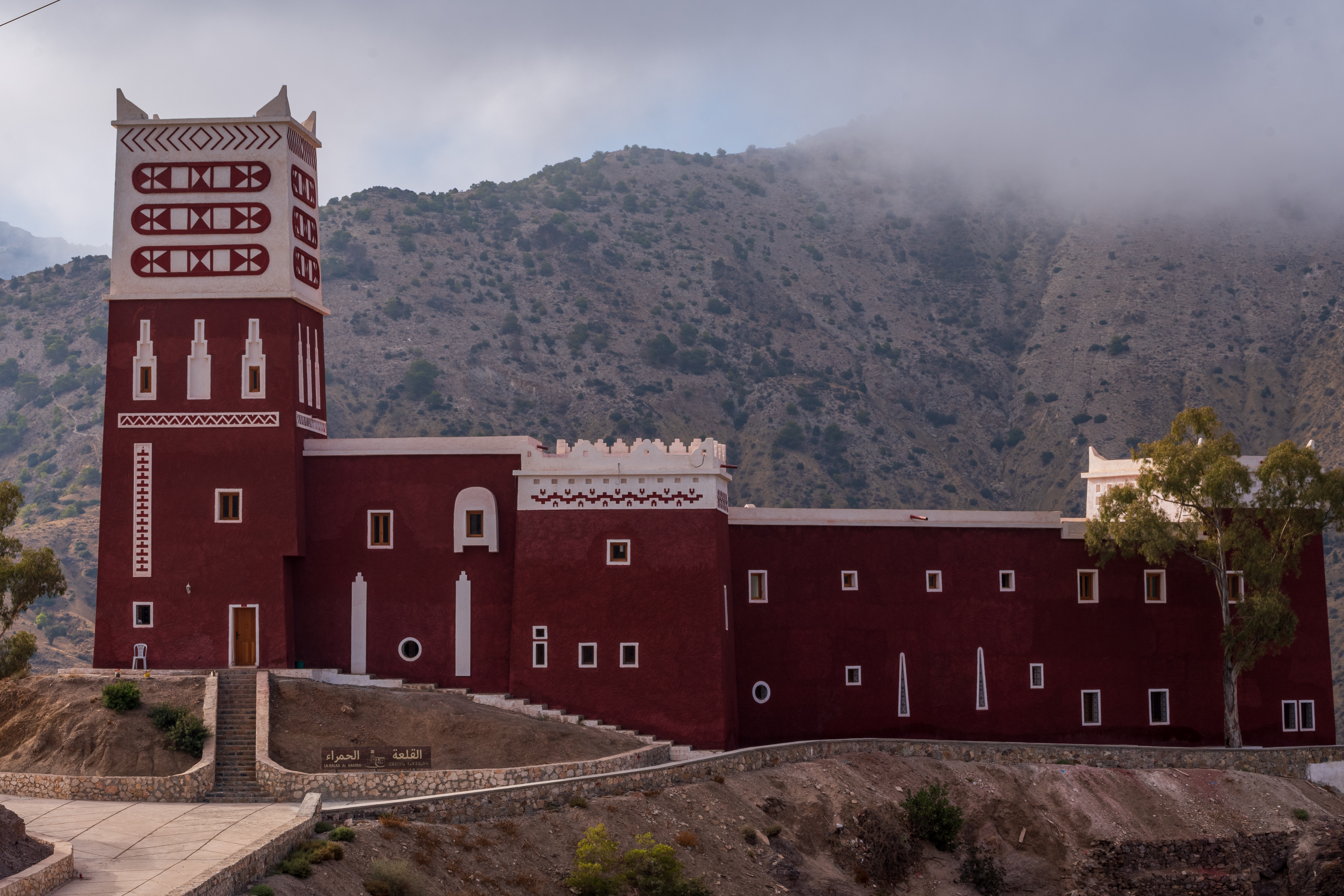
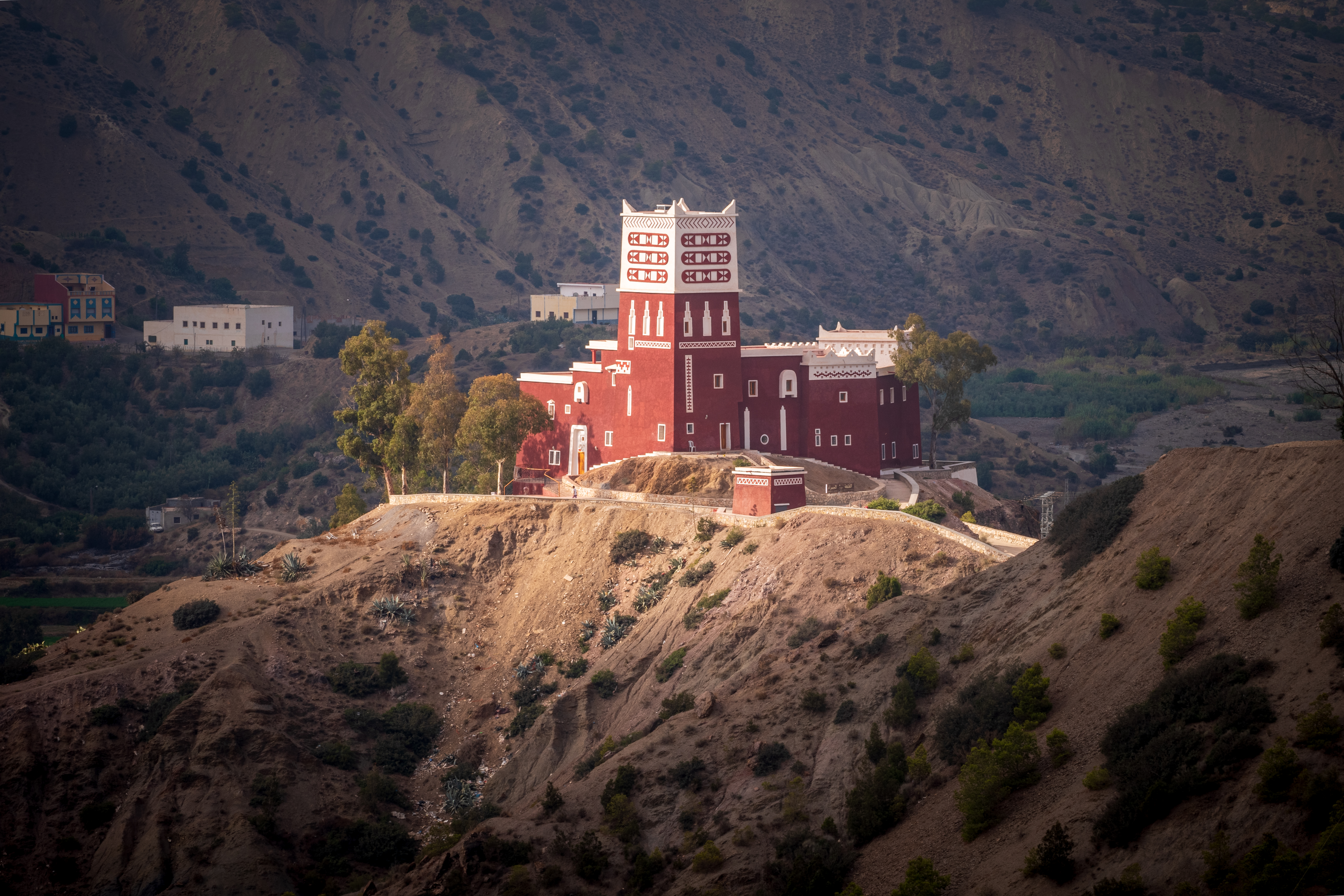
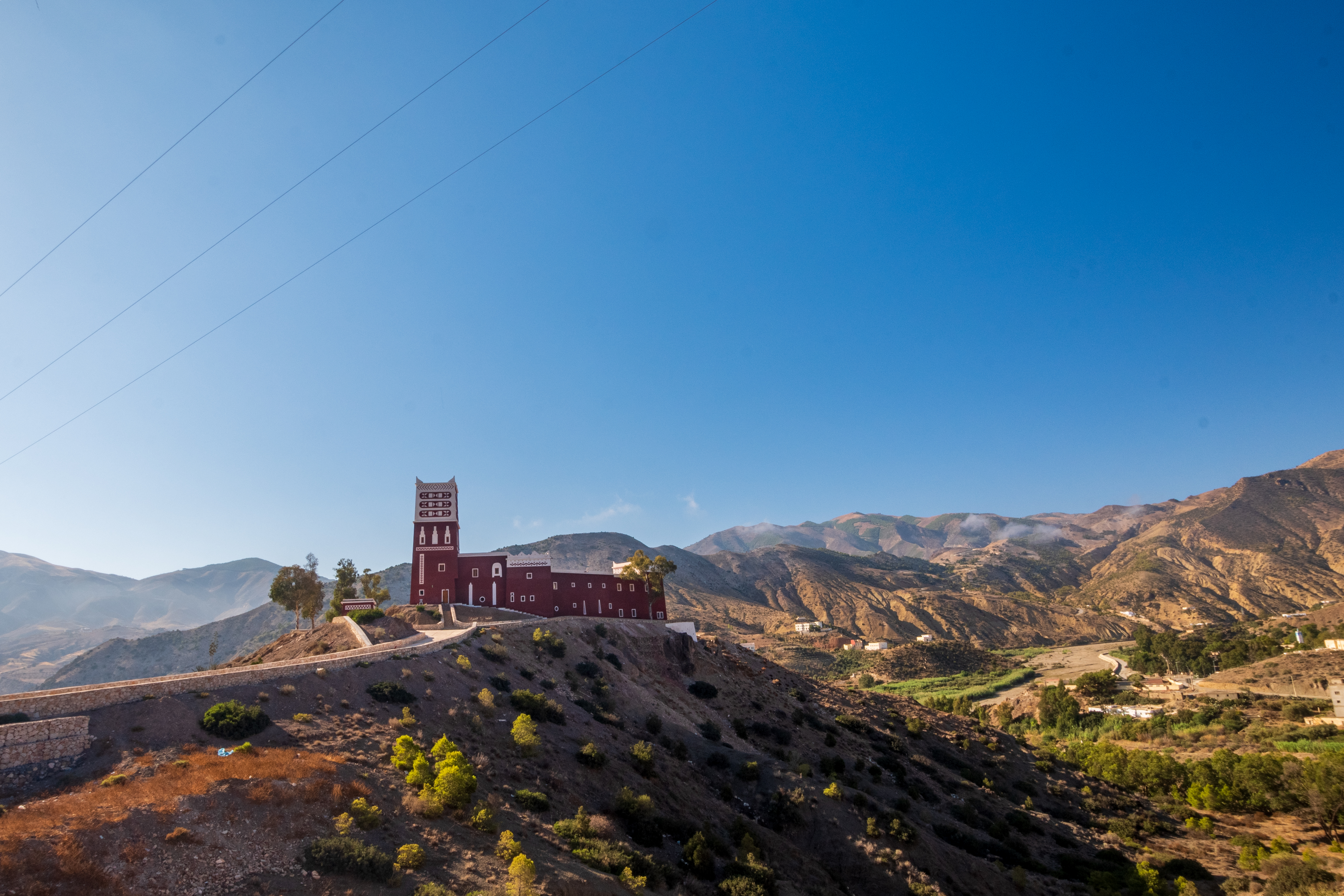